# Nadgrebenčnica
Nadgrebenčnica (latinsko musculus supraspinatus) je mišica rotatorne manšete. Izvira iz jame nad grebenom lopatice ter se narašča na veliko grčo nadlahtnice.
Nadgrebenčnica je pomembna odmikalka ramenskega sklepa, sodeluje pa tudi pri zunanji rotaciji.
Oživčuje jo živec suprascapularis (C5 in C6).